# Длина волны (фильм, 1983)
Длина волны (англ. Wavelength) — научно-фантастический фильм 1983 года, сценаристом и режиссёром которого является Майк Грей. В главных ролях снялись Роберт Кэррадайн, Шери Кэрри и Кинан Винн.

## Сюжет
Бобби Синклер (Кэррадайн), неудачливый калифорнийский музыкант, встречает телепатку Айрис Лонгакр (Шери) в баре, и у них завязываются отношения . В квартире Синклера Лонгакр начинает слышать то, чего не могут другие. Молодая пара обнаруживает, что голоса принадлежат детоподобной расе инопланетян, задержанных правительством США после крушения их корабля. Правительство планирует использовать троицу инопланетян для экспериментов и вскрытия в предположительно заброшенном подземном бункере, расположенном недалеко от квартиры Синклера. Пара решает освободить инопланетян и помочь им вернуть их на родной корабль.

## Критика
TV Guide дал фильму две звезды из пяти, высоко оценив нравственность фильма и саундтрек, но отметил, что сцены столкнувшегося с трудностями калифорнийского музыканта Кэррадайна жалки, как и чувствительное и домашнее повествование которое портит начало и конец фильма.